# 2015-ös Fiatal Táncosok Eurovíziója
A 2015-ös Fiatal Táncosok Eurovíziója volt a tizennegyedik Fiatal Táncosok Eurovíziója, melyet Csehországban, Plzeňben rendeztek meg. A pontos helyszín a Nové divadlo volt. A versenyre 2015. június 19-én került sor. Az Eurovíziós Dalfesztivállal ellenben itt nem az előző évi győztes rendez, hanem pályázni kell a rendezés jogára. A 2013-as verseny a holland Sedrig Verwoert győzelmével zárult, aki a „The 5th Element” című táncát adta elő a lengyelországi Gdańskban.
10 ország erősítette meg részvételét a versenyre, beleértve Albániát és Máltát, melyek először vettek részt, illetve Szlovákiát, mely tizennégy év és hat kihagyott verseny után ismét indult.
A verseny győztese a Lengyelországot képviselő Viktoria Nowak lett, akit a lengyel televízió nemzeti válogatóján választottak ki az ország képviseletére. 2001 után ez volt Lengyelország második győzelme a Fiatal Táncosok Eurovízióján.

## A helyszín
2014. április 23-án bejelentették, hogy a verseny helyszíne a csehországi Plzeň lesz. Ez volt az első alkalom, hogy Csehország rendezett egy eurovíziós versenyt. Többek között azért esett a választás Csehországra, mert 2015-ben Plzeň volt Európa kulturális fővárosa.
2014 novemberében a rendező csatorna, a Česká Televize (ČT) bejelentette, hogy a Nové divadlo színházat választotta a verseny pontos helyszínéül, melynek legnagyobb előadóterme 461 fő befogadására alkalmas. A épület 2014. szeptember 1-jén nyitotta meg kapuit.
| Csehország Plzeň |

## A résztvevők
A korábbi találgatásokkal ellentétben a brit műsorsugárzó, a BBC 2014. október 7-én bejelentette, hogy nem fog részt venni a 2015-ös versenyen. Hozzájuk hasonlóan az ír, a belga, a finn, a horvát és a lett műsorsugárzó is már a verseny előtt bejelentette, hogy nem kíván indulót küldeni a versenyre.
Szlovénia a visszalépés előzetes bejelentése ellenére 2015. január 10-én megerősítette a részvételét.
Az előző évben visszatérő örmény műsorsugárzó 2015. január 30-án jelentette be, hogy az ország visszalép a 2015-ös versenytől. Az örményekhez hasonlóan az előző versenyen debütáló Fehéroroszország sem delegált versenyzőt Plzeňbe. Az ukrán közszolgálati televízió, az NTU pedig nehéz politikai és gazdasági helyzetére hivatkozva mondott le a szereplésről.
2015. április 7-én hozták nyilvánosságra a résztvevők hivatalos listáját. Ennek értelmében először vett részt a versenyen Albánia és Málta. Utóbbi 2014-ben debütált a Fiatal Zenészek Eurovízióján is.
Szlovákia hat kihagyott verseny, az 1997-es debütálás után küldött újból táncost. Egyben ez volt az első alkalom a 2012-es Eurovíziós Dalfesztivál óta, hogy a szlovák műsorsugárzó részt vett egy eurovíziós versenyen.
Így összesen tíz ország vett részt, mely megegyezett a 2011-es és a 2013-as verseny létszámával.
Először fordult elő, hogy egy táncos pár héttel a verseny előtt lépett vissza: a holland Timothy van Poucke – aki Julian Arques Boogie című koreográfiáját adta volna elő – egy sérülés miatt kényszerült kihagyni a megmérettetést. Helyét Thijs Hogenboom vette át.

## A verseny
A hivatalos megnyitó-ceremóniát június 13-án tartották. E napon jelentették be továbbá a döntő fellépési sorrendjét, mely szerint a versenyt a szlovén Staša Tušar produkciója nyitja és a házigazda Csehországot képviselő Helena Nováčková zárja. Az ötödik, holland produkció után az első öt táncos egy közös táncot mutatott be, majd a tizedik, cseh produkció után a második öt versenyző is. A fellépési sorrendet a házigazda Česká Televize közreműködésével a vezető koreográfus, Cameron McMillan állította össze.
A döntőt élőben közvetítette öt részt vevő ország televíziótarsága – Albánia, Csehország, Lengyelország, Norvégia és Szlovákia.
Sorozatban ötödször fordult elő, hogy egy műsorvezetője volt a versenynek: Libor Bouček személyében.
A svéd tánc koreográfusa és az internetes közvetítés egyik kommentátora, Mia Stagh az első, 1985-ös Fiatal Táncosok Eurovízióján is részt vett, ahol Göran Svalberggel együtt harmadik helyezést ért el. Az 1993-as verseny spanyol győztese, Zenaida Janovszki pedig a szakmai zsűri tagjaként vett részt a műsorban.
A verseny főcímdala Mark Ronson és Bruno Mars Uptown Funk című dalának átdolgozása volt.
A produkciók előtti képeslapok a versenyzőkkel készített kisfilmek voltak, melyeket a házigazda Česká Televize forgatott Plzeňben. A képeslapokban a versenyzők nem kedvelt tevékenységei kaptak szerepet. A kisfilmek előtt a műsorvezető, Libor Bouček rövid interjúkat készített a versenyzőkkel a Green Roomban. Az előadások után pedig a csoportos táncok koreográfusa, a Green Room műsorvezetője, Cameron McMillan tette ugyanezt, aki egyébként az előző verseny zsűriéjében foglalt helyet.
A zsűritagok egyenként minden produkció után véleményt mondtak, majd közösen kiválasztottak a döntő első és második feléből is egy-egy versenyzőt, akik kvalifikálták magukat és országukat a Végső Párbajba.
A Végső Párbajba Lengyelország és Szlovénia versenyzője jutott be, akiknek rögtönözniük kellett. A zsűritagok ezután egyenként kimondták annak az országnak a nevét, melynek versenyzőjét jobbnak látták. Zenaida Janovszki Szlovéniát, míg Jiří Bubeníček és Alexandra ‘Spicey’ Landé Lengyelországot nevezte meg, így 2:1 arányban a lengyel táncos, Viktoria Nowak nyerte meg a versenyt. A győztes 7000, a második helyezett pedig 3000 eurós pénzjutalomban részesült.
2001 után ez volt Lengyelország második győzelme, míg Szlovénia 2011 után másodjára végzett a második helyen.

## Zsűri
A hivatásos zsűri a táncművészet három területét képviselte (balett, kortárs és modern tánc), ezen alapulva pontozta az egyéni produkciókat és a csoportos táncokat.
- Jiří Bubeníček (Zsűrielnök): táncos, koreográfus. 1992-ben díjat nyert a Prix de Lausanne elnevezésű versenyen, majd 1993-ban debütált a John Neumeier Hamburg Balletben. Koreografált New Yorkban, Zürichben, Drezdában, Hamburgban, sőt még a Kínai Nemzeti Balettnek is. 2009 májusában ikertestvérével, Otto Bubeníčekkel bemutatták Bubeníček and Friends című közös műsorukat Prágában. A zsűriben a kortárs táncot képviselte.[19]
- Alexandra ‘Spicey’ Landé: táncos, koreográfus, tánctanár. Janet Jackson zenéje hatására kezdett el táncolni 1986-ban. 12 éven keresztül tanult, majd tanított hiphop táncot Montréalban és időközben hazája elismert hiphop táncosává vált. 2005-ben megalapította az Unkut Productions-t, amely táncos előadásokra specializálódott. A zsűriben a modern táncot képviselte.[20]
- Zenaida Janovszki: spanyol balettművész, bár a franciaországi Lyonban született. Szülei is balett-táncosok voltak. 1991-ben második helyen végzett a Varna Nemzetközi Balett Versenyen. 1993-ban ő képviselte Spanyolországot a Fiatal Táncosok Eurovízióján, amit később meg is nyert. Egy évvel később a Jackson Nemzetközi Balett Versenyen szintén arany fokozatot nyert. 2001-ben csatlakozott a londoni Royal Baletthez, 2002-ben pedig felléphetett II. Erzsébet brit királynő uralkodásának arany jubileumát ünneplő eseményen a Buckingham-palotában. A zsűriben a balett táncot képviselte.[21]

## Döntő
A döntőt 2015. június 19-én rendezték meg tíz ország részvételével. A végső döntést a háromfős szakmai zsűri hozta meg.
| #  | Ország        | Táncos           | Tánc                          | Koreográfus                     | Helyezés |
| -- | ------------- | ---------------- | ----------------------------- | ------------------------------- | -------- |
| 01 | Szlovénia     | Staša Tušar      | „Gardenfound”                 | Tanja Pavlič                    | 2.       |
| 02 | Norvégia      | Trine Lise Moe   | „Flux”                        | Masja Abrahamsen                | —        |
| 03 | Szlovákia     | Valéria Stašková | „La Esmeralda”                | Marius Petipa, Karin Alaverdjan | —        |
| 04 | Málta         | Anthea Zammit    | „Ticrita (Tear Apart)”        | Dorian Mallia                   | —        |
| 05 | Hollandia     | Thijs Hogenboom  | „Variation of the Male Flame” | Thom Stuart                     | —        |
| 06 | Lengyelország | Viktoria Nowak   | „Piece in Old Style”          | Jacek Przybyłowicz              | 1.       |
| 07 | Albánia       | Klaudio Begaj    | „Scream of Life”              | Arjan Sukniqi                   | —        |
| 08 | Svédország    | Agnes Klapp      | „L’après midi”                | Mia Stagh                       | —        |
| 09 | Németország   | Thomas Rohe      | „Senses”                      | Thomas Rohe                     | —        |
| 10 | Csehország    | Helena Nováčková | „Soldier on My Own”           | Jana Kovačević Spiessová        | —        |

### Végső Párbaj
A zsűritagok szavazatai a Végső Párbaj versenyzőiről:
| Ország        | Táncos         | Szavazatok (összesen) | Zsűritagok szavazatai | Zsűritagok szavazatai | Zsűritagok szavazatai |
| Ország        | Táncos         | Szavazatok (összesen) | Z. Janovszki          | J. Bubeníček          | A. Landé              |
| ------------- | -------------- | --------------------- | --------------------- | --------------------- | --------------------- |
| Szlovénia     | Staša Tušar    | 1                     | 1                     |                       |                       |
| Lengyelország | Viktoria Nowak | 2                     |                       | 1                     | 1                     |

## Közvetítő csatornák
- Albánia – TVSH, TVSH 2, RTSH Art, RTSH HD, RTSH Muzikë (élőben)
- Csehország – ČT2 (élőben)
- Hollandia – NPO 2 (felvételről, június 28-án)
- Lengyelország – TVP Kultura (élőben)
- Málta – TVM (60 perces késleltetéssel, június 19-én)
- Németország – WDR Fernsehen (felvételről, július 12-én)
- Norvégia – NRK1 (élőben)
- Svédország – SVT2, SVT World (felvételről, június 20-án; ismétlés, június 21-én)
- Szlovákia – Dvojka (élőben)
- Szlovénia – TV Slovenija 2 (felvételről, június 28-án)

A döntőt az interneten élőben közvetítette a verseny weboldala, a youngdancers.tv, valamint – ebben az évben először – a hivatalos YouTube-csatornája is. A nemzetközi közvetítés kommentátora Luke Fisher és Mia Stagh voltak.

## Zene
Az előadott táncok alatt a következő dalok hangoztak el.
| #   | Ország        | Cím                                                                 | Előadó / Szerző                |
| 1.  | Szlovénia     | „The Garden”                                                        | Einstürzende Neubauten         |
| 2.  | Norvégia      | „Double Connection”                                                 | Plaster                        |
| 3.  | Szlovákia     | „Esmeralda – Pas de deux”[1]                                        | Riccardo Drigo                 |
| 4.  | Málta         | „Moon”                                                              | Alva Noto és Rjuicsi Szakamoto |
| 5.  | Hollandia     | „The Prince of the Pagodas – Ballet in Three Acts Op. 57, Act I”[2] | Benjamin Britten               |
| 6.  | Lengyelország | „Three Pieces in Old Style”                                         | Henryk Mikołaj Górecki         |
| 7.  | Albánia       |                                                                     | Klodian Qafoku                 |
| 8.  | Svédország    | „Sur le fil”                                                        | Yann Tiersen                   |
| 9.  | Németország   | „Brotsjór”                                                          | Ólafur Arnalds                 |
| 10. | Csehország    | „Iron (Quintet Version)”                                            | Woodkid                        |

↑ 1:  A Londoni Szimfonikus Zenekar előadásában, Richard Bonynge vezetésével
↑ 2:  A Londoni Szimfonikus Zenekar előadásában, Oliver Knussen vezetésével
A két közös tánc és a Végső párbaj zenéjét Mark Adair szerezte.

## Térkép

A Végső párbaj résztvevői
Részt vevő országok, melyek versenyzői nem kvalifikálták magukat a Végső Párbajba
Országok, melyek korábban részt vettek, de ebben az évben nem

## Lásd még
- 2015-ös Eurovíziós Dalfesztivál
- 2015-ös Junior Eurovíziós Dalfesztivál